# Roland G. Foerster

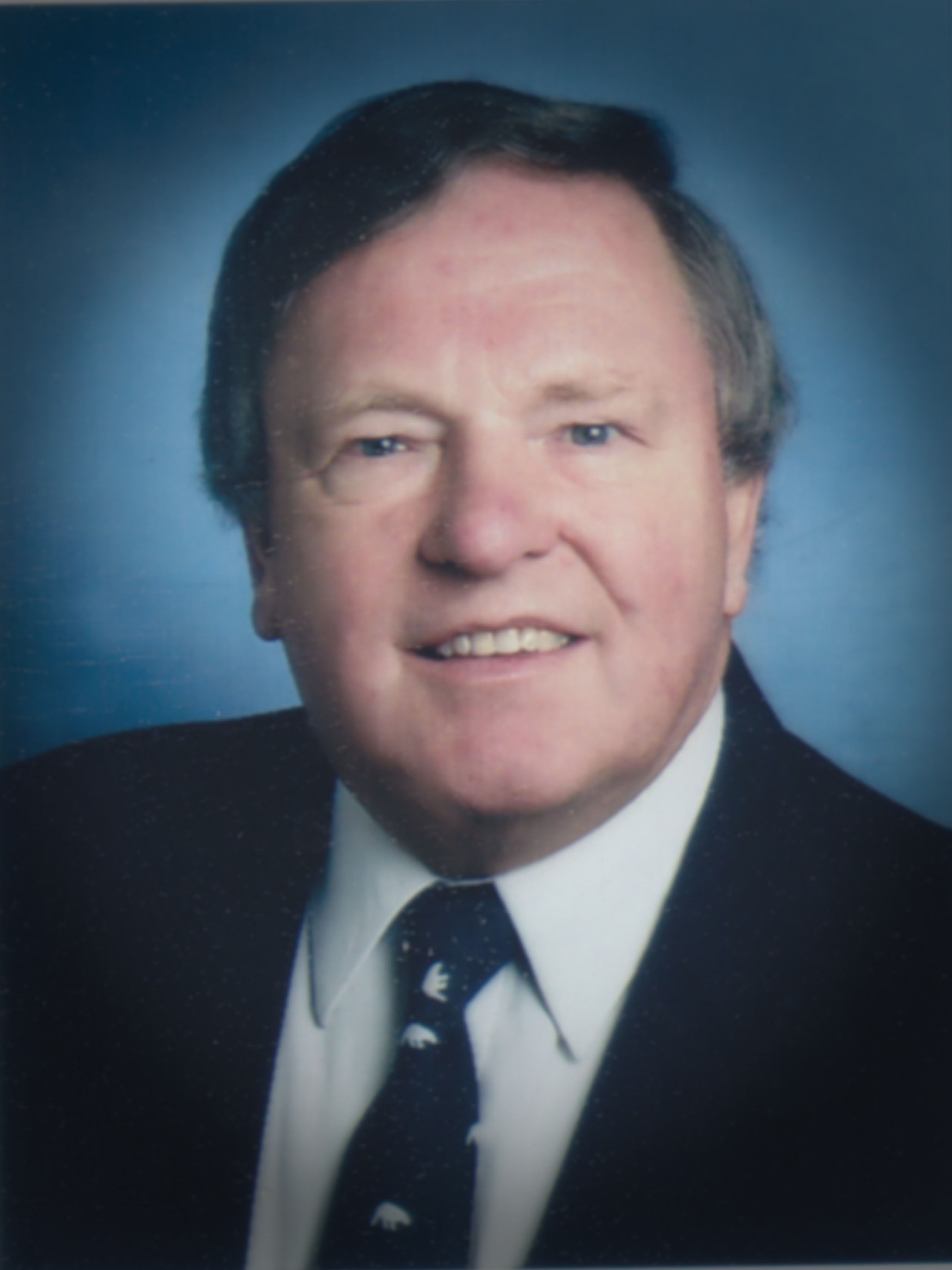
Roland-G. Foerster

Roland-Götz Foerster (* 23. Januar 1937 in Sulzbach-Rosenberg; † 7. März 2014) war ein deutscher Offizier (Oberst i. G. a. D.) und Militärhistoriker.

## Leben
Foerster begann im Jahr 1956 seine militärische Laufbahn als Offizieranwärter. Er studierte Neuere Geschichte und Politikwissenschaften an der Universität München. 1974 wurde er bei Fritz Wagner an der Philosophischen Fakultät I mit der Dissertation zum Dr. phil. promoviert.
Mit seiner Familie zog er später nach Hecklingen, einem Ortsteil von Kenzingen. Als Oberstleutnant wurde er Verteidigungsattaché an der Deutschen Botschaft im kanadischen Ottawa. Die Beförderung zum Oberst war verbunden mit einer neuen Aufgabe ab 1987 als Leiter der Abteilung „Ausbildung, Information und Fachstudien“ (AIF) am Militärgeschichtlichen Forschungsamt Freiburg, zuletzt als stellvertretender Amtschef in Potsdam. 1995 trat er außer Dienst.
Ab 1986 beteiligte er sich in der Arbeitsgemeinschaft für Geschichte und Landeskunde Kenzingen e. V., über zwei Dekaden im Vorstand und als Schriftleiter der Zeitschrift „Die Pforte“. Im Auftrag der Vereinsgemeinschaft Hecklingen hat er zudem im Jahr 2000 den Geschichtsband „850 Jahre Hecklingen - ein Dorf feiert seine Geschichte“ herausgegeben.
Foerster war verheiratet und hatte zwei Kinder.

## Auszeichnungen
- 2007: Ehrenplakette der Stadt Kenzingen
- Ehrenkreuz der Bundeswehr in Gold
- Bundesverdienstkreuz am Bande

## Schriften (Auswahl)
Als Autor:
- Herrschaftsverhältnis und Regierungsstruktur in Brandenburg-Ansbach 1648–1703: Ein Beitrag zur Geschichte des Territorialstaates im Zeitalter des Absolutismus (= Mittelfränkische Studien. Bd. 2). Historischer Verein für Mittelfranken, Ansbach 1975 (Dissertation, Universität München, 1974).
- Anfänge westdeutscher Sicherheitspolitik: 1945–1956. Band 1: Von der Kapitulation bis zum Pleven-Plan. Hrsg. vom Militärgeschichtlichen Forschungsamt, Oldenbourg, München 1982, ISBN 3-486-50882-2.

Als Herausgeber:
- mit Norbert Wiggershaus: Die westliche Sicherheitsgemeinschaft 1948–1950. Gemeinsame Probleme und gegensätzliche Nationalinteressen in der Gründungsphase der Nordatlantischen Allianz (= Militärgeschichte seit 1945. Band 8). Im Auftrag des Militärgeschichtlichen Forschungsamtes, Boldt, Boppard am Rhein 1988, ISBN 3-7646-1878-7. (Englische Ausgabe 1993)
- Generalfeldmarschall von Moltke: Bedeutung und Wirkung (= Beiträge zur Militärgeschichte. Bd. 33). Oldenbourg, München 1991, ISBN 3-486-55900-1.
- mit Heinrich Walle: Militär und Technik: Wechselbeziehungen zu Staat, Gesellschaft und Industrie im 19. und 20. Jahrhundert (= Vorträge zur Militärgeschichte. Bd. 14). Mittler, Herford 1992, ISBN 3-8132-0368-9.
- „Unternehmen Barbarossa“: Zum historischen Ort der deutsch-sowjetischen Beziehungen von 1933 bis Herbst 1941 (= Beiträge zur Militärgeschichte. Bd. 40). Oldenbourg, München 1993, ISBN 3-486-55979-6.
- Die Wehrpflicht: Entstehung, Erscheinungsformen und politisch-militärische Wirkung (= Beiträge zur Militärgeschichte. Bd. 43). Oldenbourg, München 1994, ISBN 3-486-56042-5.
- Gezeitenwechsel im Zweiten Weltkrieg? Die Schlachten von Char’kov und Kursk im Frühjahr und Sommer 1943 in operativer Anlage, Verlauf und politischer Bedeutung (= Vorträge zur Militärgeschichte. Bd. 15). Mittler, Hamburg 1996, ISBN 3-8132-0507-X.
- Seelower Höhen 1945 (= Vorträge zur Militärgeschichte. Bd. 17). Mittler, Hamburg 1998, ISBN 3-8132-0592-4.